# Kalmantai
Kalmantai (en rus: Калмантай) és un poble de l'óblast de Saràtov, a Rússia, segons el cens del 2010 tenia 530 habitants. Pertany al districte municipal de Volsk.